# HMS Sundew (1941)
HMS Sundew (K57) («Сандью», бортовой номер K57, букв. Росянка), в составе ВМС Франции «Розели» (фр. FFL Roselys) — корвет типа «Флауэр», служивший в Королевском флоте Великобритании и военно-морских силах Сражающейся Франции в годы Второй мировой войны.

## Строительство
Заказ на строительство поступил 21 сентября 1939 года. Корабль строился в Абердине компанией J. Lewis and Sons Ltd., заложен 4 ноября 1940 года под номером 155. Спущен на воду 28 мая 1941 года, 19 сентября того же года передан флоту Франции. Французское название «rosée du matin» растения росянка, в честь которого был назван корабль, было неудачно выбрано, и французы присвоили собственное название «Roselys» (с фр. — «Роза-лилия»). По одной из версий, английская роза Тюдоров, имевшая непрямое отношение к французскому символу флёр-де-лис, сыграла в этом решающую роль.

## Служба
30 января 1942 года «Розели» заметил примерно в 365 м от себя немецкую подводную лодку и направился к ней с целью протаранить её. Подлодка попыталась уйти на глубину, но не избежала столкновения и получила лёгкие повреждения корпуса. Корвет сбросил глубинные бомбы, но подлодка сумела уйти в порт.
5 июля 1942 года корвет, входивший в состав конвоя QP-13, спас 179 человек с нескольких кораблей, которые затонули после столкновения с морскими минами. 10 марта 1943 года он принял на борт ещё 81 человека с британского торгового судна «Tucurina».
В составе группы из 9 корветов «Розели» участвовал в поддержке высадки в Нормандии, начиная с 6 июня 1944 года, охраняя транспортные суда и вспомогательные корабли в Ла-Манше.
В 1947 году корвет вернули в состав британского флота, 23 октября того же года его продали и в мае 1948 года пустили на слом в Труне.